# Molophilus ishizuchianus
Molophilus ishizuchianus là một loài ruồi trong họ Limoniidae. Chúng phân bố ở miền Cổ bắc.